# NGC 1648
NGC 1648 je galaksija u zviježđu Eridanu.

## Vanjske poveznice
- SEDS: NGC 1648